# جی‌هون
پارک جی هون (کره‌ای: 박지훈؛ زادهٔ ۱۴ مارس ۲۰۰۰) که بیشتر با نام جی‌هون شناخته می‌شود، خواننده اهل کره جنوبی است. او یکی از لیدرهای گروه پسرانه ترژر به همراه چوی هیون سوک زیر نظر وای‌جی انترتینمنت است. او در ۷ اوت ۲۰۲۰ با این گروه فعالیت موسیقی خود را آغاز کرد.